# Atraco de Graff Diamonds de 2009

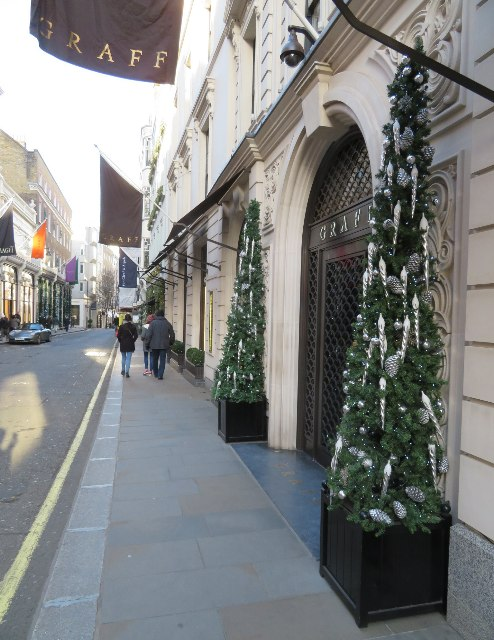
Tienda de Graff Diamonds en New Bond Street, Londres. Las imágenes tomadas por las cámaras de seguridad del establecimiento, difundidas por la Policía Metropolitana, mostraban a dos de los ladrones entrando en el local, que posteriormente fueron identificados como Craig Calderwood y Aman Kassaye

El atraco de Graff Diamonds tuvo lugar el 6 de agosto de 2009, cuando dos hombres que se hicieron pasar por clientes entraron en las dependencias de Graff Diamonds en Bond Street, Londres, y robaron joyas por un valor de casi 40 millones de libras (unos 65 millones de dólares). Se cree que ha sido el robo de gemas más grande en Gran Bretaña hasta entonces, y el segundo robo británico más grande después del Asalto al depósito de Securitas en Tonbridge, Kent, en 2006, donde se sustrajeron 53 millones de libras a la empresa Securitas AB. El botín de los ladrones totalizó 43 artículos de joyería, que consistían en anillos, pulseras, collares y relojes de pulsera. Se ha informado que uno de los collares sustraídos estaba valorado en más de 3,5 millones de libras. El mayor robo de joyas ocurrido anteriormente en Gran Bretaña también tuvo lugar en una tienda de Graff, en el año 2003.
A pesar de que se pudo detener y condenar a los autores del robo, nunca se pudo recuperar ninguna de las joyas robadas, que se supone que debieron ser desguazadas y fraccionadas para ser vendidas de forma anónima.

## El robo
Los ladrones recurrieron a los servicios de un maquillador profesional para modificar sus tonos de piel y rasgos con prótesis de látex y pelucas. El especialista tardó cuatro horas en completar el cambio de apariencia, tras haberle dicho que era para un vídeo musical. Al ver el resultado en un espejo, Aman Kassaye comentó: «Mi propia madre no me reconocería ahora», a lo que, según se informa, su cómplice respondió con una carcajada y dijo: «Eso tiene que ser algo bueno, ¿verdad?». El mismo estudio de maquillaje había ayudado, sin saberlo, a disfrazar a los miembros de la banda que robó el depósito de Securitas en 2006.
El 6 de agosto de 2009, a las 16:40, dos hombres elegantemente vestidos llegaron en taxi a la joyería Graff Diamonds de New Bond Street, en el Centro de Londres. Una vez dentro, sacaron dos pistolas con las que amenazaron al personal. No intentaron ocultar sus rostros anta las cámaras del circuito cerrado de televisión del local, debido a sus elaborados disfraces.
Aunque uno de los ladrones llevaba guantes, el personal de seguridad le permitió la entrada, acostumbrado al comportamiento excéntrico de algunos clientes adinerados.
Petra Ehnar, dependienta, fue obligada a punta de pistola a vaciar las vitrinas de la tienda. Se llevaron un total de 43 anillos, pulseras, collares y relojes. La retuvieron brevemente como rehén, y la obligaron a salir a la calle durante la huida. Declaró que los ladrones le advirtieron que la matarían si no cumplía con sus exigencias. Tras liberar al rehén fuera de la tienda, uno de los ladrones disparó al aire para crear confusión, y ambos escaparon del lugar en un vehículo BMW azul. Este vehículo fue abandonado en la cercana Dover Street, donde se produjo un segundo disparo al suelo mientras los ladrones cambiaban a un segundo vehículo, un Mercedes-Benz plateado. Volvieron a cambiar de vehículo en Farm Street, tras lo cual no se supo más de su paradero en aquel momento.
Todos los diamantes llevaban grabado con láser el logotipo de Graff y un número de identificación del Instituto Gemológico de América.
Los investigadores del robo declararon que: «Los ladrones sabían exactamente lo que buscaban y creemos que ya tenían un mercado para las joyas». Los datos de los sospechosos se distribuyeron a todos los puertos y aeropuertos, pero la policía pensaba que tendrían una ruta de escape elaborada y que ya habrían abandonado el país. El robo estaba siendo investigado por el Escuadrón Volante de Barnes, dirigido por la inspectora en jefe detective Pam Mace.

### Pérdidas financieras para Graff Diamonds
Las pérdidas financieras para Graff Diamonds superaron los 10 millones de dólares (6,6 millones de libras). El valor real de las piezas, a efectos del seguro, se estimó en 39 millones de dólares (26 millones de libras esterlinas). Pero según Nicholas Paine, secretario de la compañía, el sindicato que había asegurado a Graff solo se hizo responsable de 28,9 millones de dólares.

## Arrestos y cargos
Gracias a un teléfono móvil de prepago, se descubrió que los ladrones Kassaye y Craig Calderwood se marcharon en el coche tras embestir a un taxi. Tras la colisión, con la prisa por trasladarse a un segundo vehículo, los ladrones olvidaron el teléfono móvil, que se había quedado encajado entre el asiento del conductor y el freno de mano. Los números anónimos almacenados en el teléfono móvil permitieron a la policía descubrir rápidamente la identidad de los ladrones.
El 20 de agosto de 2009, dos hombres, Calderwood, de 26 años y sin domicilio conocido, y Solomun Beyene, de 24 años, de Lilestone Road, Londres NW8, fueron imputados en relación con el robo. El 21 de agosto, un tercer hombre, Clinton Mogg, de 42 años, con domicilio en Westby Road, Bournemouth, Dorset, también fue acusado, y Calderwood y Beyene ingresaron en prisión preventiva por orden del juzgado de Westminster. El 22 de agosto, Mogg compareció ante el Tribunal de Magistrados de Westminster. Los tres fueron puestos en prisión preventiva para comparecer ante el Tribunal de la Corona de Kingston upon Thames el 1 de septiembre. Un cuarto hombre, de 50 años, fue arrestado y puesto en libertad bajo fianza. A mediados de octubre, diez sospechosos varones habían sido arrestados en relación con el robo. Los cargos presentados contra los individuos incluyen asociación ilícita para la comisión de un robo, amenaza de asesinato, secuestro, posesión de armas de fuego y uso de una pistola para una detención ilegal.
Kassaye, quien planeó y ejecutó el atraco, fue declarado culpable de asociación ilícita para la comisión de un robo, secuestro y posesión ilícita de arma de fuego tras un juicio de tres meses celebrado en la Corte de Woolwich Crown. El 7 de agosto de 2010, fue condenado a 23 años de prisión. Otros tres hombres (Beyene, de 25 años, de Londres; Mogg, de 43 años, de Bournemouth; y Thomas Thomas, de 46 años, de Kingston upon Thames) fueron condenados a 16 años de prisión cada uno tras ser acusados también de conspiración para la comisión de un robo. Calderwood fue finalmente condenado a 21 años de prisión.
Hasta marzo de 2011, no se había recuperado ninguna de las joyas robadas. Los expertos creen que probablemente se fraccionaron para revender las piedras preciosas de forma anónima tras ser talladas de nuevo.